# 弗林特贝克
弗林特贝克是德国石勒苏益格－荷尔斯泰因州的一个市镇。总面积17.57平方公里，总人口7335人，其中男性3568人，女性3767人（2011年12月31日），人口密度417人/平方公里。